# Tatra K5
Tatra K5 je dvosmjerni šesteroosovinski zglobni tramvaj proizveden u ČKD-u, u Pragu. Taj tip, koji je odvojen od jednosmjernog tipa Tatra K2, je prodavan u Kairu, u Egiptu, gdje je prodano 200 tramvaja ovog tipa. Zbog lošeg održavanja i vremenskih prilika, tramvaji su vozili manje od desetljeća.

## Povijest
Prodaja tramvajskog tipa K5, razvijenog od sredine 1960. godina, do Egipta su došli izeđu 1960. i 1970. godina zbog zbližavanja Egipata sa Sovjetskim Savezom i ostalim zemljama istočnog bloka.  Za tadašnji naziv Egipata (Ujedinjena Arapska Republika) je stavljena kratica AR (označavanje verzije za inozemstvo). Zbog toga se i često koristi naziv Tatra K5AR.

## Konstrukcija
Rješenje konstrukcije dolazi od tipa Tatra K2 koji je jednosmjeran, a tramvaji K5 su dvosmjerni, što znači da ima vrata na obje strane i vozačke kabine na svakom kraju vozila. Karoserija je dvodijelna i spojena zglobom za zakretanje. Tramvajska postolja su opremljena motorima (srednje postolje je bez motora), a svaka osovina je opremljena motorom. Na svakoj strani karoserije su troja vrata (dvoja na jednom dijelu, dvoja na drugom dijelu).
Električna oprema tramvaja K5AR je prilagođena tropskim vremenu. Naspram tramvaja K2 su i jači motori. Električna energija iz kontaktne mreže se uzima s dva pantografa; po jedan na svakom dijelu tramvaja.

## Prodaja i promet vozila K5
| Država | Grad  | Tip  | Godine prodaje | Prodano tramvaja | Garažni brojevi | Izvori |
| ------ | ----- | ---- | -------------- | ---------------- | --------------- | ------ |
| Egipat | Kairo | K5AR | 1970. – 1973.  | 200              | 3001-3200       | [ 2 ]  |

Prototip tramvaja K5 se proizvodio 1967. ili 1968. godine. Serijska proizvodnja je započela 1970. godine i završila 1973. godine, a u tom peroidu je proizvedeno 200 tramvaja za Kairo. Prvih 150 tramvaja je došlo u krem-zelenom bojanju, a zadnja serija je obojana u krem-crveno. Tramvaji su rastavljeni na dva dijela, stavljeni na željezničke vagone i poslani do luke u Rijeci, gdje su ukrcani na brod. 1969. godine je puno vozača iz Kaira došlo u Brno da nauče voziti tramvaje K2 (Tatra K2 i K5 imaju identične upravljačnice).
Veća količina tramvaja K5AR je u Kairu izgorilo, a preostali tramvaji su bili već 1976. godine u lošem stanju zbog lošeg održavanja. Do rashoda posljednjih tramvaja K5AR je došlo 1981. godine (prema nekim izvorima sredinom 1980. godina).
Može biti nekoliko razloga ranog rashoda. 
1. Manjak održavanja
2. Drukčiji vremenski uvjeti
3. Izmještaj Egipata iz istočnih u zapadne države, što je izazvalo manjak dijelova iz Čehoslovačke.[1]

## Vanjske poveznice
- Dizajn karoserije tramvaja K5  Arhivirana inačica izvorne stranice od 12. kolovoza 2016. (Wayback Machine), harixis.uw.hu
- Slika tramvaja K5 u redovnom prometu